# Liste der Kulturgüter in Albula/Alvra
Die Liste der Kulturgüter in Albula/Alvra enthält alle Objekte in der Gemeinde Albula/Alvra im Kanton Graubünden, die gemäss der Haager Konvention zum Schutz von Kulturgut bei bewaffneten Konflikten, dem Bundesgesetz vom 20. Juni 2014 über den Schutz der Kulturgüter bei bewaffneten Konflikten sowie der Verordnung vom 29. Oktober 2014 über den Schutz der Kulturgüter bei bewaffneten Konflikten unter Schutz stehen.
Objekte der Kategorien A und B sind vollständig in der Liste enthalten, Objekte der Kategorie C fehlen zurzeit (Stand: 1. Januar 2023).

## Kulturgüter
| Foto |                                                                                           | Objekt | Kat. | Typ | Standort                                              | Beschreibung                                                                   |
| ---- | ----------------------------------------------------------------------------------------- | --- | ---- | --- | ----------------------------------------------------- | ------------------------------------------------------------------------------ |
| ja   | Datei hochladen · Wikidata zu St. Peter Mistail (Q1695601)                                | Kirche St. Peter und Umgebung / Baselgia S. Peder e conturn KGS-Nr.: 02828                                       | A    | G   | Alvaschein, Curt da Mistail 50 762400 / 170580        |                                                                                |
| ja   | Datei hochladen · Wikidata zu Burgruine Belfort (Q458673)                                 | Belfort, mittelalterliche Burgruine / Belfort, ruina da chastè medieval KGS-Nr.: 02884                           | A    | G   | Brienz/Brinzauls 766160 / 171180                      |                                                                                |
| ja   | Datei hochladen · Wikidata zu Katholische Kirche St. Franziskus und Pfarrhaus (Q29479665) | Katholische Kirche St. Franziskus und Pfarrhaus / Baselgia catolica S. Francestg e chasa pravenda KGS-Nr.: 03115 | A    | G   | Mon, Veia Principala 762762 / 168781                  |                                                                                |
| ja   | Datei hochladen · Wikidata zu Katholische Kirche St. Stefan (Q29479666)                   | Katholische Kirche St. Stefan und Umgebung / Baselgia catolica S. Stefan e conturn KGS-Nr.: 03349                | A    | G   | Tiefencastel, Veia Baselgia 7 763490 / 170040         |                                                                                |
| BW   | Datei hochladen · Wikidata zu Grosses Haus (Q29479667)                                    | Grosses Haus / Tgesa Gronda KGS-Nr.: 10035                                                                       | A    | G   | Brienz/Brinzauls, Vasarauls 52 763552 / 171025        |                                                                                |
| ja   | Datei hochladen · Wikidata zu (Q29784498)                                                 | Katholische Kirche / Baselgia catolica KGS-Nr.: 02825                                                            | B    | G   | Alvaneu, Kirchgasse 768837 / 172192                   |                                                                                |
| BW   | Datei hochladen · Wikidata zu Chasa Christian Platz, Nr. 69 (Q29784506)                   | Haus Christian Platz / Chasa Christian Platz KGS-Nr.: 02826                                                      | B    | G   | Alvaneu, Dorf 69 768736 / 172209                      |                                                                                |
| ja   | Datei hochladen · Wikidata zu Alvaneu Bad-Brücke (Q29784494)                              | Brücke / Alvaneu Bad, Punt KGS-Nr.: 02827                                                                        | B    | G   | Alvaneu-Bad 769140 / 170920                           | Objekt liegt hälftig auf dem Gemeindegebiet von Bergün Filisur (KGS-Nr. 2861). |
| ja   | Datei hochladen                                                                           | Alte Strassenbrücke / Veglia punt sur via KGS-Nr.: 02829                                                         | B    | G   | Alvaschein, Solis 760055 / 171874                     | Steinbogenbrücke, erbaut 1868                                                  |
| BW   | Datei hochladen · Wikidata zu Gipsgrube (Q29784511)                                       | Pasqual / Canals, Gipsgrube der Neuzeit / Pasqual / Canals, chava dal gip dal temp modern KGS-Nr.: 02830         | B    | S   | Alvaschein, Pasqual 762413 / 171366                   |                                                                                |
| BW   | Datei hochladen · Wikidata zu Haus Heiliger Gieri (Q29784516)                             | Haus Son Gieri / Tgesa Son Gieri KGS-Nr.: 02831                                                                  | B    | G   | Alvaschein, Veia Nivagl 4 761644 / 171510             |                                                                                |
| ja   | Datei hochladen · Wikidata zu Katholische Kirche Heiliger Calixt (Q29784505)              | Katholische Kirche Son Calixt / Baselgia catolica Son Calixt KGS-Nr.: 02885                                      | B    | G   | Brienz/Brinzauls, Voia sin Baselgia 2 764990 / 170869 |                                                                                |
| ja   | Datei hochladen · Wikidata zu St. Cosmas und Damian (Mon) (Q2317884)                      | Pfarrkirche St. Cosmas und Damian / Baselgia veglia SS. Cosmas e Damian KGS-Nr.: 03116                           | B    | G   | Mon, Vallar 762970 / 168830                           |                                                                                |
| BW   | Datei hochladen · Wikidata zu Haus Gallin (Q29784515)                                     | Haus Gallin / Tgesa Gallin KGS-Nr.: 03117                                                                        | B    | G   | Mon, Sur Tgesa 4 762745 / 168585                      |                                                                                |
| ja   | Datei hochladen · Wikidata zu Katholische Kirche Sontga Madlaina (Q29784500)              | Katholische Kirche Sontga Madlaina / Baselgia catolica Sontga Madlaina KGS-Nr.: 03321                            | B    | G   | Stierva 760900 / 170250                               |                                                                                |
| BW   | Datei hochladen · Wikidata zu La Tor (Q29784510)                                          | La Tor KGS-Nr.: 03322                                                                                            | B    | G   | Stierva, Veia Baselgia 1 760865 / 170224              |                                                                                |
| BW   | Datei hochladen · Wikidata zu Katholische Kirche St. Georg (Q29784503)                    | Katholische Kirche Sogn Gieri / Baselgia catolica Sogn Gieri KGS-Nr.: 03326                                      | B    | G   | Surava, Crap Fess 766280 / 170530                     |                                                                                |
| BW   | Datei hochladen · Wikidata zu Kalkwerk (Q29784508)                                        | Kalkwerk / Chaltgera KGS-Nr.: 03327                                                                              | B    | G   | Surava, Albulastrasse 83 767100 / 170820              |                                                                                |
| BW   | Datei hochladen · Wikidata zu Haus Brancaleone (Q29784513)                                | Haus Brancaleone / Tgesa Brancaleone KGS-Nr.: 03328                                                              | B    | G   | Surava, Albulastrasse 13 766150 / 170480              |                                                                                |
| ja   | Datei hochladen · Wikidata zu Bahnhof Tiefencastel (Q7800986)                             | Bahnhof mit Expressbuffet / Staziun cun buffet express KGS-Nr.: 10820                                            | B    | G   | Tiefencastel, Stradung 9–11 763300 / 170299           |                                                                                |
| ja   | Datei hochladen · Wikidata zu Soliser Viadukt (Q684408)                                   | Viadukt der Rhätischen Bahn / Viaduct Viafier retica KGS-Nr.: 17445                                              | B    | G   | Alvaschein, Solis 760008 / 171910                     |                                                                                |